# Cutremurul din Ecuador (2016)
Pe data de 16 aprilie 2016 la ora 18:58 ECT, un cutremur cu magnitudinea 7.8 grade și o intensitate de VIII (sever) grade pe scara Mercalli  a avut loc în Ecuador. Acesta s-a produs la o distanță de 27 km de orașele Muisne și Pedernales și la 170 km de capitala Quito, unde a fost resimțit puternic. Președintele Rafael Correa a declarat stare de urgență; 13,500 de militari și polițiști participă la operațiunile de salvare.

## Cutremurul
Seismul s-a simțit și în Columbia și Peru; o clinică din Cali, Columbia, a fost evacuată ca o măsură de precauție. O alertă de tsunami a fost emisă pentru zona Pacificului, pe coastele Columbiei, Costa Ricăi, Ecuadorului, Fijiului, Panamaului și Peruului. Acesta este cel mai mare cutremur care a lovit Ecuadorul de la cutremurul din Tumaco din 1979. Potrivit primarului Gabriel Alcivar, o mare parte din orașul Pedernales, aflat la 35 km sud-vest de epicentrul cutremurului, a fost nivelat.
În Guayaquil, aflat la aproximativ 300 km (190 mi) de epicentru, un pasaj superior s-a prăbușit pe o mașină, omorând șoferul. În Manta, turnul de control al aeroportului a fost grav avariat;  un ofițer al Forțelor Aeriene a fost rănit și aeroportul a fost închis. Șase case s-au prăbușit în Quito. 
Cutremurul a fost prezidat de un preșoc de magnitudine 4.8, cu unsprezece minute înainte de cutremurul principal, urmat la rândul său de peste cincizeci și cinci de replici în primele douăzeci și patru de ore.

## Victime
| Ecuador                           | ~580 |
| Columbia                          | 11   |
| Canada                            | 4    |
| Cuba                              | 3    |
| Republica Dominicană              | 1    |
| Italia                            | 1    |
| Regatul Unit                      | 1    |
| SUA                               | 1    |
| Total *                           | 602  |
| * Date preliminare și incomplete. |      |

Cel puțin 602 persoane au fost ucise, iar alte 12,492 au fost rănite în urma cutremurului.  A fost cel mai grav dezastru natural care a lovit Ecuadorul de la cutremurul din Ambato din 1949. Cel puțin 41 de decese au avut loc în Manta, Portoviejo și Guayaquil, toate aceste orașe fiind situate la sute de kilometri de epicentru.  Președintele Rafael Correa a declarat că reconstrucția va costa "miliarde de dolari." 
În Columbia, în apropiere de orașul Cali, un miner a murit ca urmare a cutremurului, devenind singurul deces din afara Ecuadorului.